# Чекиджян, Аракс
Аракс Чекиджян (араб. أراكس شيكيجيان‎, англ. Arax Chekijian; 1955, Сирия) — первая оперная певица Сирии.

## Биография
Родилась в Сирии, в армянской семье.
Имеет степень магистра оперного пения. Чекиджян получила её в Армении после 9 лет образования, став ещё и преподавателем пения.
В 1983 году она вернулся в Алеппо.
Впоследствии, Чекиджян основала школу «Вокального искусства» в Алеппо. Затем переехала в Дамаск и в течение многих лет ряд студентов «Высшего института драматического искусства» в Дамаске, такие как Разик Аль-Битар и Талар Декреманджян, учились у неё.
В связи с тяжелой ситуацией в Сирии на данный момент Аракс Чекиджян вместе с семьёй временно живет в Ливане и продолжает преподавать.